# 種差海岸階上岳インターチェンジ
種差海岸階上岳インターチェンジ（たねさしかいがんはしかみだけインターチェンジ）は、青森県三戸郡階上町にある三陸沿岸道路（八戸南道路）のインターチェンジである。

## 歴史
- 2007年（平成19年）6月16日 : 八戸南IC - 種差海岸階上岳IC間開通に伴い供用開始
- 2013年（平成25年）3月9日 : 種差海岸階上岳IC - 階上IC間開通

## 道路

### 本線
- E45 三陸沿岸道路（八戸南道路）

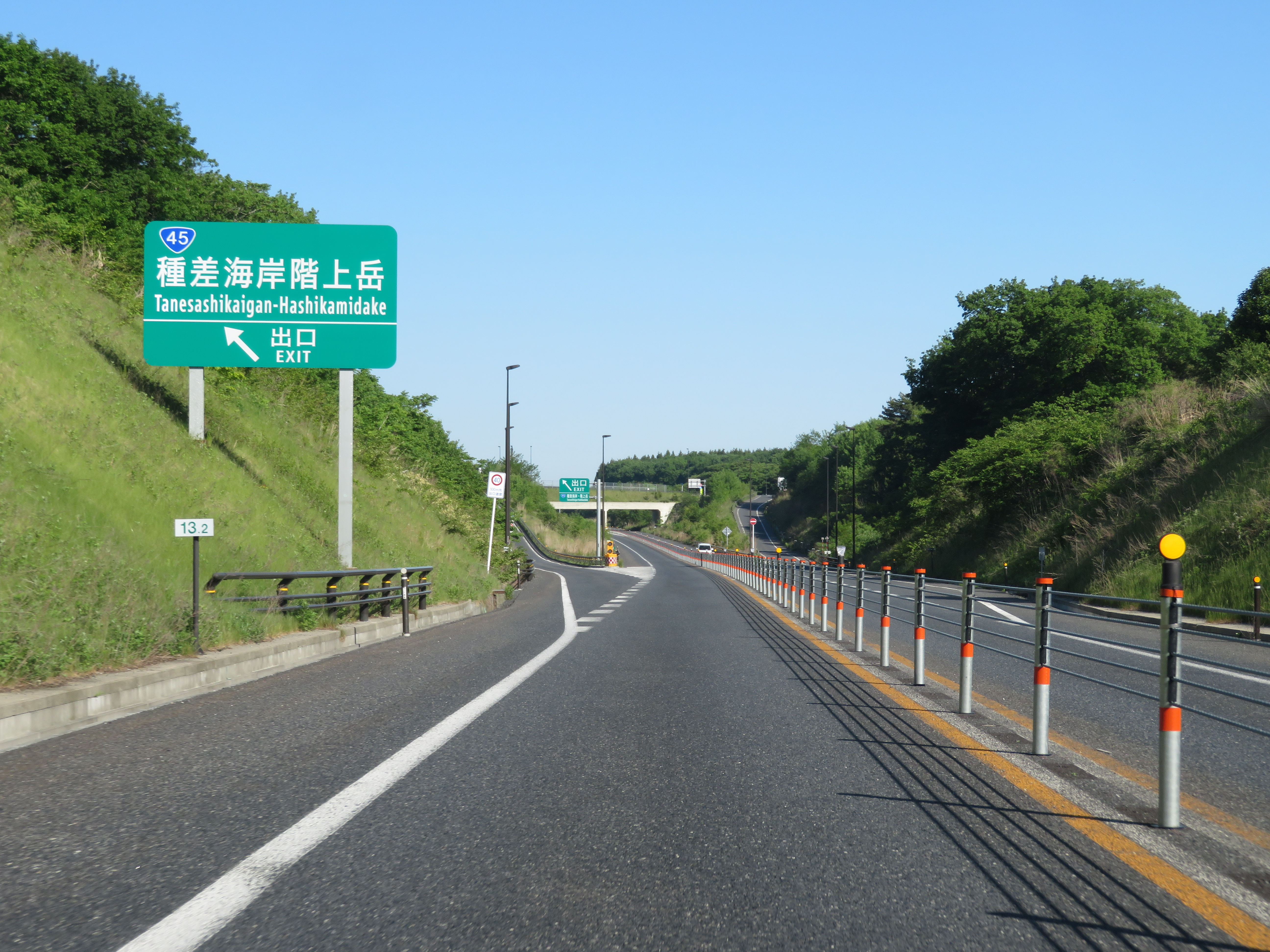
久慈方面側出口付近

### 接続する道路
- 直接接続
  - 階上町道大渡八戸市境線[1]
- 間接接続
  - 国道45号（町道経由）

## 料金所
無料区間のため、設置されていない。

## 周辺
- 道の駅はしかみ
- 八戸学院大学
- 八戸カントリークラブ
- 八戸ライセンススクール
- 階上町町民プール
- 青森県立種差少年自然の家
- 種差海岸インフォメーションセンター

## 形状
ランプウェイはダイヤモンド型である。

## 隣
E45 三陸沿岸道路（八戸南道路）
(72) 階上IC - (73) 種差海岸階上岳IC - (74) 八戸南IC